# Julus marcgravii
Julus marcgravii är en mångfotingart som beskrevs av Brandt 1841. Julus marcgravii ingår i släktet Julus och familjen kejsardubbelfotingar. Inga underarter finns listade i Catalogue of Life.